# ESA-Einkaufsorganisation des Schweizerischen Auto- und Motorfahrzeuggewerbes
Koordinaten: 47° 3′ 58,3″ N, 7° 36′ 38,5″ O; CH1903: 613071 / 212813
Die ESA – Einkaufsorganisation des Schweizerischen Auto- und Motorfahrzeuggewerbes (Eigenschreibweise: ESA-Einkaufsorganisation des Schweizerischen Auto- und Motorfahrzeuggewerbes Genossenschaft) mit Hauptsitz in Burgdorf ist ein genossenschaftlich organisiertes Grosshandelsunternehmen. Sie beliefert Garagen- und Carosseriebetriebe mit Verbrauchs- und Investitionsgütern und gehört in der Schweiz zu den Marktführern.

## Geschichte
Die ESA wurde 1930 von 24 Garagisten als genossenschaftliche Einkaufsorganisation gegründet. Das Automobil etablierte sich zu dieser Zeit zunehmend und die Gründer wollten gemeinsam Pneus und Ersatzteile zu günstigen Konditionen beschaffen. Hauptsitz der ESA befand sich zunächst in Bern; nach dem Zweiten Weltkrieg, als mehr Platz benötigt wurde, verlegte die Genossenschaft ihren Sitz 1947 nach Burgdorf.
Zu Beginn beschaffte die ESA vor allem Pneus und Schneeketten. Im Laufe der Jahrzehnte erweiterte sie ihr Sortiment: 1977 wurde mit dem Winterpneu Super Grip die Eigenmarke ESA+Tecar eingeführt, 1984 stieg das Unternehmen ins Retailgeschäft ein, 1985 in den Vertrieb von Autobahnvignetten, 2000 ins Carosseriegeschäft und 2006 in das Geschäft mit Service- und Verschleissteilen.
1992 war die ESA an der Gründung der Tecar International Trading GmbH beteiligt. Über diese internationale Einkaufsorganisation konnten die ESA und die weiteren Mitglieder aus Europa und Nordamerika Markenprodukte zu günstigen Konditionen beziehen. 1997 führte die ESA ihr erstes Garagenkonzept Le Garage, ein Programm für Partnerschaften mit Garagen, ein. Der erste E-Shop der ESA nahm 2005 den Betrieb auf. 2011 folgte der MechaniXclub, 2017 das Garagenkonzept Checkbox, 2019 das Carrosseriekonzept Clearcarrep, ein Netzwerk für Carosseriebetriebe, und 2020, während der COVID-19-Pandemie, das Garagenkonzept Sympacar.
Nach der Inbetriebnahme des Neubaus der Geschäftsstelle St. Gallen 2022 eröffnete die Genossenschaft an diesem Standort 2024 nach einjähriger Bauzeit ein Räderhotel. Auf rund 1'600 Quadratmetern können dort bis zu 40'000 Pneus gelagert werden.

## Unternehmensstruktur
Die ESA ist seit ihrer Gründung im Jahr 1930 genossenschaftlich organisiert und gehört zu 100 % ihren rund 7'000 Mitinhabern aus dem schweizerischen Automobil- und Motorfahrzeuggewerbe. Die Leitung obliegt dem CEO Giorgio Feitknecht. Präsident des Verwaltungsrats ist Hubert Waeber. 2024 erwirtschaftete die ESA einen Umsatz von 373,8 Millionen Schweizer Franken.
Das Unternehmen hat in Burgdorf seinen Hauptsitz, der im Laufe der Zeit wiederholt aus- und umgebaut wurde. Zusätzlich wurden landesweit immer wieder neue Standorte eröffnet, zuletzt 2022 das Abhol- und Auslieferlager in Vuisternens. Ferner gehören zu den Standorten des Unternehmens unter anderem die Geschäftsstelle Regensdorf (seit 1957), die Geschäftsstelle St. Gallen (seit 1961), die Geschäftsstelle Giubiasco (seit 1969), die Geschäftsstelle Bussigny (seit 1979), die Geschäftsstelle Honau (seit 1991), das Abhol- und Auslieferlager Reinach (seit 2011), das Abhol- und Auslieferlager Reiden (seit 2020) sowie das Abhol- und Auslieferlager Charrat. Die ESA beschäftigt an ihren insgesamt elf Standorten in der Schweiz rund 700 Mitarbeitende inklusive 62 Lernende (Stand 2024). Die Genossenschaft verfügt über ein Lagervolumen von 365'000 Kubikmetern.

## Produkte
Die ESA beliefert ihre Mitinhaber mit mehr als 600'000 Verbrauchs- und Investitionsgütern von Kleinmaterialien wie Schrauben und Sicherungen über Pneus und Felgen bis zu Serviceteilen und Verbrauchsgütern. Auch komplette Waschanlagen und Garagen- und Carosseriebetriebe bietet das Unternehmen an, ebenso wie Dienstleistungen im Bereich der Planung, Projektierung und Finanzierung von Projekten sowie Schulungen. Die Auslieferung erfolgt über eine mehrstufige Logistik. Schweizweit sind rund 180 Lieferfahrzeuge im Einsatz. Weiter verfügt die ESA über einen technischen Kundenservice.
Die ESA hat zudem verschiedene Garagenkonzepte (Partnerprogramme für Garagen) entwickelt, darunter Sympacar, Checkbox und Le Garage. Zu Le Garage gehören über 400 lokale und markenunabhängige Partner-Garagisten (Stand 2022). Schweizweit reparieren und warten diese Betriebe Fahrzeuge aller Marken und verkaufen auch Neuwagen und Autozubehör. Von der ESA beziehen sie die nötigen Verbrauchs- und Serviceteile. Für Mitarbeitende der Schweizer Automobil- und Carosseriebranche gibt es ausserdem den kostenlosen MechaniXclub mit rund 11'600 Mitgliedern. Über den Club können sie sich untereinander vernetzen und erhalten Zugang zu Informationen rund um Aus- und Weiterbildung.